# Дентикули

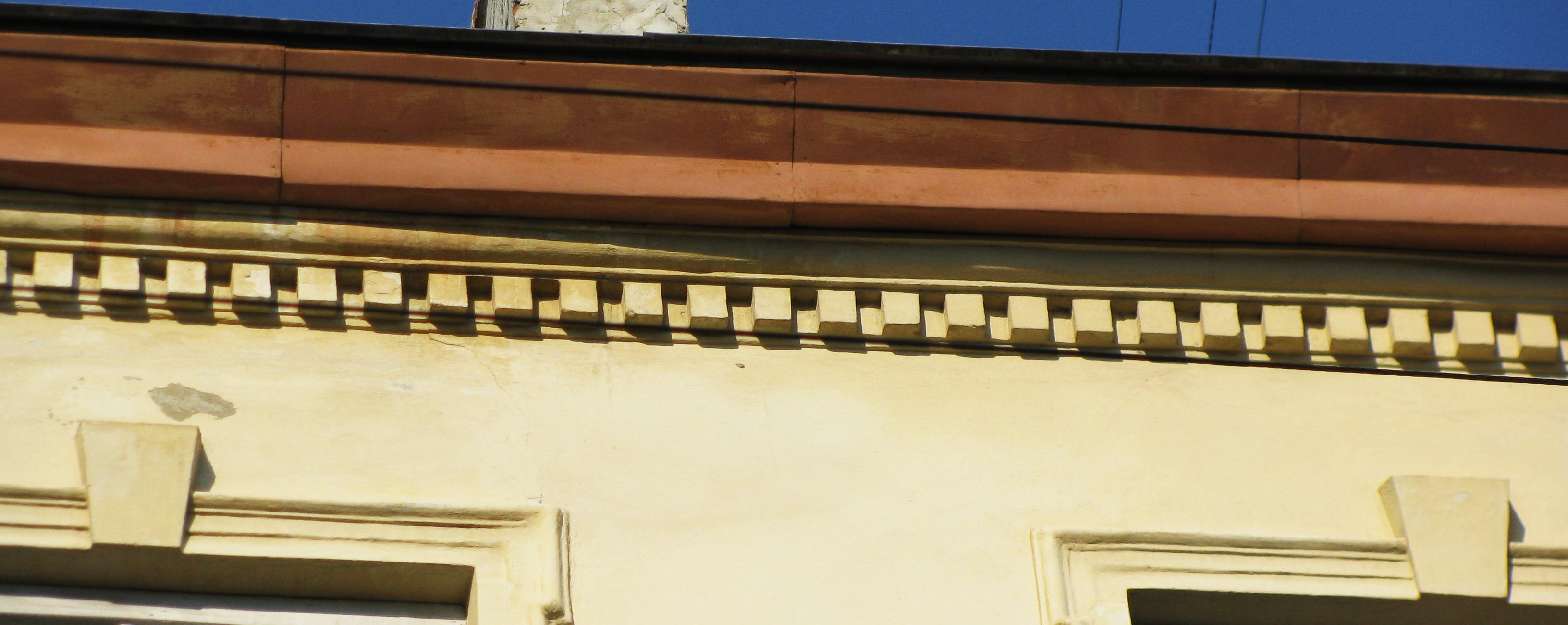
Дентикули

Денти́кули (зубчики, сухарики) (від лат. denticulus — зубець) — декоративний мотив у вигляді кубиків на карнизах іонічного, коринфського, композитного і одного з варіантів римсько-доричного ордера. Прообразом дентикул були виступи поперечних дерев'яних балок глинобитних перекриттів в архітектурі Іонії. В архаїчних будівлях дентикули мали круглий переріз. Починаючи з епохи Відродження використовується і в декорі творів ужиткового мистецтва.